# Reserva Florestal da Cordilheira Vulcânica Central
A Reserva Florestal da Cordilheira Vulcânica Central (em castelhano:  Reserva Forestal Cordillera Volcánica Central) é uma área protegida na Costa Rica, administrada sob a Área de Conservação Central. Foi criada em 1975 pelo decreto 4961-A.